# Meloenkwal
De meloenkwal of mijterkwal (Beroe cucumis) is een soort in de taxonomische indeling van de ribkwallen (Ctenophora). De kwal komt uit het geslacht Beroe en behoort tot de familie Beroidae. Beroe cucumis werd in 1780 voor het eerst wetenschappelijk beschreven door Fabricius. 

## Beschrijving
De meloenkwal heeft een min of meer ovaal lichaam en leeft van het consumeren van mariene planktondiertjes.

De kwal komt met name voor in de Atlantische Oceaan en haar randzeeën, waaronder voor de kust van België en Nederland en in de Waddenzee.
1. ↑  Marcon (1983). Encyclopedie Van Het Dierenrijk. Atrium. ISBN 90-6113-334-3.